# أدريان بار
أدريان بار (بالإنجليزية: Adrian Parr)‏ هي فيلسوفة أسترالية، ولدت في 1967 في سيدني في أستراليا.